# ゴラムレザ・タクティー
ゴラムレザ・タクティー (ペルシア語: غلامرضا تختیゴラームレザー・タフティー、ラテン表記:Gholamreza Takhti、（1930年8月27日 - 1968年1月7日） は、イランのレスリング選手。メルボルンオリンピックレスリングフリースタイル87キロ級金メダリスト。イラン初の五輪金メダリストで国民的英雄だった。

## 経歴
テヘランのハニアバッド出身。世界選手権に２度優勝し、オリンピックには４大会連続（1952年ヘルシンキオリンピック、1956年メルボルンオリンピック、1960年ローマオリンピック、1964年東京オリンピック）で出場し、そのうち３大会でメダルを獲得するなどイランの歴史の中で最も有名なレスラーであった。また、紳士的な行動やスポーツマンシップのために「ジャハン・パフレヴァーン（世界のチャンピオン）」と呼ばれており、イラン国民から現在でも敬愛されているという。
1968年１月７日にホテルの部屋で死体で発見され、イラン政府は自殺と認定した。しかし、タクティーは反体制派であり、モハンマド・レザー・パフラヴィーにより追放されたモハンマド・モサッデク首相を支持していたため、イランの秘密警察であるSAVAKに殺害されたと主張する者もいる。
2007年に国際レスリング連盟の殿堂に選出された。

## 実績
- オリンピック
  - 1956年 メルボルン　フリースタイル87kg級　金メダル
  - 1952年 ヘルシンキ　フリースタイル79kg級　銀メダル
  - 1960年 ローマ　　　フリースタイル87kg級　銀メダル
- 世界選手権
  - 優勝　1959年
  - 優勝　1961年
  - 2位　1951年
  - 2位　1962年
- アジア競技大会
  - 優勝　1958年